# Francisco Ramírez Gámez
Francisco Javier Ramírez Gamez (Huásabas, Sonora, 28 de noviembre de 1965) es un exfutbolista y entrenador mexicano de fútbol. Ha sido entrenador de varios equipos del fútbol mexicano.

## Biografía
Nació en Huásabas, Sonora, pero desde los seis años se fue a radicar a Hermosillo con su familia; en esta ciudad empezó su vínculo con el fútbol, aunque también se desempeñó en otros deportes como el béisbol mientras estudiaba en escuelas como el CBTIS 132. 
Sus condiciones para el fútbol lo llevaron a integrar diversas selecciones en el ámbito estatal, hasta que llegó la oportunidad de representar a Sonora en el Torneo Nacional Juvenil "Benito Juárez", donde lo descubrió el polaco Waldemar Wasilevsky, quien era técnico de la Selección Amateur en ese entonces, lo invitó a integrarse al equipo para jugar el primero Torneo del Sol que se efectuaba y lo ganaron.

## Trayectoria Profesional

### Como jugador
Con la selección amateur participó en los torneos de Cannes y Toulon, para después integrarse a los Coyotes de Neza en 1984, en 1988 llega al Atlante, después pasa al Puebla por 3 años, al Necaxa por 2 años, al Veracruz por 1 año y finalmente llegó a Cruz Azul por 3 años, retirándose con los celestes.
Paco Ramírez, a quien bautizaron erróneamente como "Etchohuaquila" poblado en el que nació Fernando Valenzuela, también fue seleccionado nacional a nivel mayor, jugó con varios equipos en el Máximo Circuito del balompié nacional y una lesión en una rodilla, de tibia y peroné, lo retiró prematuramente de la actividad.

### Como Técnico

#### Primer etapa como Técnico
A su retiro comenzó una preparación ardua para convertirse en entrenador y tuvo la oportunidad de dirigir a los Correcaminos de la Universidad Autónoma de Tamaulipas en la Primera A, para después formar parte del cuerpo técnico de Enrique Meza en el Atlas de Guadalajara y tiempo después con la Selección de fútbol de México.

#### Auxiliar Técnico de la Selección Nacional de México (Primera Etapa)
En 2002, Ramírez recibió su primera llamada como asistente de la selección de México por Ricardo Lavolpe donde participó en la Copa Mundial de la FIFA 2006 en Alemania. 
 Torneos internacionales 
| Torneo                 | Equipo           | Sede           | Resultado        |
| ---------------------- | ---------------- | -------------- | ---------------- |
| Copa Oro CONCACAF 2005 | Selección México | Estados Unidos | Cuartos de final |
| Copa Mundial FIFA 2006 | Selección México | Alemania       | Octavos de final |

#### Auxiliar Técnico de la Selección Nacional de México (Segunda Etapa)
Fue convocado nuevamente para una segunda carrera con la selección nacional, pero esta vez por Sven-Göran Eriksson en 2008. Esta vez fue mucho más breve con el despido de Eriksson un año después. Su contribución más infame bajo Eriksson fue su bofetada posterior al juego del estadounidense Frankie Hejduk después de otra derrota de Dos A Cero en la clasificación para la Copa del Mundo.

#### Técnico del Club Guadalajara
Finalmente el 16 de abril de 2009 se le da la oportunidad de dirigir al primer equipo del Club Deportivo Guadalajara después del cese de Omar Arellano, puesto donde permaneció hasta el Apertura 2009, luego de renunciar en la fecha 7 después de una derrota 4-0 ante San Luis en calidad de visitante. Con esto se mantiene como el peor técnico del Guadalajara en la época vergara, ganando solo dos partidos, empatando cuatro y perdiendo cinco.
Además cabe mencionar que dejó asperezas dentro del equipo del chiverio; renunciando Ramón Morales a la capitanía, roces con Sergio Ponce y mandando por problema de indisciplina al Venado Medina.

#### Proyecto para dirigir al Salvador
En octubre de 2010, presentó un proyecto a la Federación Salvadoreña de Fútbol, para poder dirigir a la selección nacional de EL Salvador en las eliminatorias rumbo al mundial Brasil 2014, anteriormente dirigida por su compatriota Carlos de los Cobos.

#### Técnico del Necaxa
Para el torneo de clausura 2011, Paco Ramírez es invitado como auxiliar técnico de Sergio Bueno en el Club Necaxa, después del descenso del equipo en esa temporada, Paco Ramírez se convierte en el director Técnico del equipo, teniendo como objetivo primario regresar a Necaxa a la máxima categoría del fútbol mexicano.

#### Técnico de Dorados
En el 2012 dirigió al Equipo de Dorados de Sinaloa, con dicho club obtuvo grades resultados lo que le valió el título de la Copa MX, en el torneo Apertura 2012 contra Correcaminos de la Universidad Autónoma de Tamaulipas.
Posteriormente dirigió varias temporadas con el pez dorado; ya para el año 2014 culminó su participación técnica siendo cesado dejando grandes resultados para el club.

#### Auxiliar Técnico del Club Godoy Cruz
En diciembre de 2018 fue contratado como asistente técnico de Marcelo Gómez, el C.D. Godoy Cruz de la Primera División de Argentina. 

#### Negociaciones para convertirse en D. T. de la Selección de Nicaragua
El 24 de agosto de 2020 Ramírez fue elegido para dirigir a la Selección de Fútbol de Nicaragua, su nombramiento fue dado a conocer por la Federación Nicaragüense de Fútbol antes de concretarse formalmente el acuerdo, este anuncio terminó por romper las negociaciones entre ambas partes, como consecuencia Ramírez no fue nombrado de manera oficial como entrenador de la selección centroamericana.

#### Técnico del Tepatitlán F. C.
En septiembre de 2019 fue nombrado como Director Técnico de la escuadra alteña el Tepatitlán Fútbol Club, dirigió dicho equipo desde su estancia en Segunda División y desde agosto de 2020 participó en la Liga de Expansión MX. Con los Alteños logró un subcampeonato en el torneo internacional premier jugando contra equipos de otras partes del mundo, además del liderato general en la Segunda División. En mayo de 2021 logró el doblete en títulos; obteniendo bajo su dirección técnica el torneo de Liga y la Copa de Campeón de Campeones, de la Liga de Expansión MX. En febrero del 2022 dejó la dirección técnica del equipo por una serie de malos resultados en el arranque del Torneo.

#### Técnico del Celaya F. C.
En junio de 2022 Ramírez fue contratado como nuevo entrenador del Celaya Fútbol Club de la Liga de Expansión MX de cara al Torneo Apertura 2022. Durante su primer torneo el equipo consiguió llegar a la final de la Liga de Expansión, pero fueron derrotados por el Atlante. Para su segundo torneo el equipo finalizó como líder general de la competencia aunque finalmente caerían eliminados en semifinales por el Atlético Morelia. En mayo de 2023, después del partido de vuelta ante los morelianos, Ramírez agredió a Norberto Scoponi, por lo que la comisión disciplinaria lo suspendió 10 partidos.
En agosto de 2023 fue cesado del cargo en el Celaya por el mal arranque del equipo en el Apertura 2023, ya que la escuadra solo pudo conseguir tres empates en seis juegos disputados, los cuales no fueron dirigidos por Ramírez, ya que se encontraba sancionado, aunque sí fueron planificados por el técnico.

#### Técnico del Deportivo Coatepeque
En octubre de 2023 Ramírez fue anunciado como nuevo entrenador del Deportivo Coatepeque de la Liga Nacional de Fútbol de Guatemala. Fue cesado de su cargo en diciembre del mismo año luego de seis partidos dirigidos en los que únicamente logró un punto de 18 posibles.

#### Técnico del Tlaxcala F. C.
A finales de diciembre de 2023 fue contratado como el nuevo estratega del Tlaxcala Fútbol Club de la Liga de Expansión MX. En su primer torneo, el Clausura 2024, finalizó en la posición 12 de la tabla general con 13 puntos conseguidos producto de tres victorias, cuatro empates y siete derrotas. Para el Apertura 2024 el equipo volvió a quedar fuera de los puestos de liguilla, por lo que fue destituido de su cargo al finalizar el certamen.

#### Técnico del Jaguares F. C.
En junio de 2025 fue anunciado como el nuevo director técnico del Jaguares F. C. de la Liga Premier de México - Serie A, tercera categoría del fútbol mexicano.

## Clubes

### Como jugador
| Club            | País   | Año       |
| --------------- | ------ | --------- |
| Coyotes de Neza | México | 1984-1988 |
| Atlante FC      | México | 1988-1989 |
| Puebla FC       | México | 1990-1992 |
| Club Necaxa     | México | 1992-1994 |
| Club Veracruz   | México | 1994-1995 |
| Cruz Azul FC    | México | 1995-1998 |

### Como entrenador
| Club                       | País      | Año       |
| -------------------------- | --------- | --------- |
| Club Deportivo Guadalajara | México    | 2009      |
| Club Necaxa                | México    | 2011-2012 |
| Dorados de Sinaloa         | México    | 2012-2014 |
| Alianza F. C.              | Panamá    | 2017      |
| Cafetaleros de Tapachula   | México    | 2017      |
| Dorados de Sinaloa         | México    | 2018      |
| Tepatitlán F. C.           | México    | 2019-2022 |
| Celaya F. C.               | México    | 2022-2023 |
| Deportivo Coatepeque       | Guatemala | 2023      |
| Tlaxcala F. C.             | México    | 2024      |
| Jaguares F. C.             | México    | 2025-Act. |

## Palmarés

### Como jugador
| Título  | Club      | País   | Temporada     |
| ------- | --------- | ------ | ------------- |
| Liga MX | Cruz Azul | México | Invierno 1997 |

### Como entrenador
| Título               | Club               | País   | Temporada |
| -------------------- | ------------------ | ------ | --------- |
| Copa MX              | Dorados de Sinaloa | México | 2012      |
| Liga de Expansión MX | Tepatitlán FC      | México | 2021      |
| Campeón de Campeones | Tepatitlán FC      | México | 2020-2021 |